# Otmar Leo Bock
Otmar Leo Bock (* 1953 in Brünn) ist ein deutscher Physiologe, Biophysiker und Hochschullehrer. 

## Leben
Bock ging in Düsseldorf zur Schule und schloss diese 1972 mit dem Abitur ab. Bis 1978 studierte er dann Medizin an der Universität Hamburg. Der Titel seiner im selben Jahr angenommenen Doktorarbeit lautete „Ein mathematisches Modell zum kalorischen Nystagmus“. Zwischen 1978 und 1982 weilte Bock als Stipendiat der NATO beziehungsweise der Deutschen Forschungsgemeinschaft am Massachusetts Institute of Technology in den Vereinigten Staaten und an der Freien Universität Berlin. Von 1982 bis 1988 war er an der Heinrich-Heine-Universität Düsseldorf tätig und forschte dort im Bereich „Sensomotorik des Menschen“. 1987 schloss er in Düsseldorf seine Habilitation im Fach Biophysik ab. Das Thema seiner Arbeit war die „Biophysik der sensorisch-motorischen Mechanismen in zielgerichteten Armbewegungen“.
1988 trat Bock eine Stelle als wissenschaftlicher Mitarbeiter am Institut für Raum- und Erdwissenschaft der University of Toronto an und arbeitete bis 1995 in Kanada. 1995 übernahm er eine Professorenstelle am Institut für Physiologie und Anatomie der Deutschen Sporthochschule Köln (DSHS) und folgte Jürgen Stegemann als Institutsleiter nach. Unter Bocks Leitung war das Institut an mehreren Forschungsarbeiten an Bord der Internationalen Raumstation und bei Parabelflügen beteiligt.
Zu seinen Forschungsschwerpunkten zählten physiologische Grundlagen des Sports, Bewegungsphysiologie sowie neuronale Mechanismen des motorischen Lernens von gesunden Versuchspersonen, neurologischen Patienten, Astronauten und älteren Menschen.